# Johann Neefe

Johann Neefe

Johann Neefe (* 29. August 1499 in Chemnitz; † 7. Juli 1574 zu Dresden) war Leibarzt der Kurfürsten Moritz und August von Sachsen und auch Kurator der Hofkapelle zu Dresden.

## Leben
Johann Neefe wurde am 29. August 1499 in Chemnitz geboren, als erstes Kind des Tuchmachermeisters und späteren Bürgermeisters Hans Neefe (1476–1547) und seiner Frau Anna Jahn († 1553), Tochter des
Matthäus Jahn. Im Alter von drei Jahren kam Neefe zu seinem Großvater. Für seine weitere Ausbildung wechselte er 1513 an die Kreuzschule in Dresden, trotz der Möglichkeit, in Chemnitz zu bleiben. Im Laufe seiner Schulzeit besuchte er auch Bildungseinrichtungen in Freiberg, Oschatz und Annaberg, bevor er schließlich sein Studium an der Universität Leipzig aufnahm.
Johann Neefe immatrikulierte sich im Sommersemester 1514 an der Universität Leipzig, wo er am 31. August 1519 den Grad eines Bakkalars erlangte. Wenige Monate später, am 10. November 1519, wechselte er unter dem Namen Joannes Neuen zur Universität Wittenberg. Dort besuchte er Vorlesungen von Philipp Melanchthon (1497–1560), einem seiner bevorzugten Dozenten. Am 24. Januar 1521 erwarb Neefe unter dem Dekan Johannes Storb den Magistergrad. Noch im selben Jahr verließ er Wittenberg, da Herzog Georg der Bärtige von Sachsen (1471–1539) seine Untertanen von der ernestinischen und evangelischen Universität zurückrief. Nach seiner Zeit in Wittenberg setzte Neefe seine Studien an der Universität Erfurt fort. Am 13. April 1521 wurde Neefe in die Artistenfakultät in Leipzig aufgenommen.
Neefe promovierte am 24. Juni 1525 an der Universität Ferrara, wo er von Giovanni Manardo (1462–1536) betreut wurde. Zuvor hatte er seinen Studienaufenthalt in Italien 1523 in Bologna begonnen, dem Ort, an dem später auch sein Bruder Caspar in Medizin promovierte.
Im Jahr 1526 begann Neefe seine medizinische Karriere in Leipzig und zog anschließend nach Annaberg im Erzgebirge, wo er als Stadtarzt wirkte. 1533 wurde Neefe Nachfolger von Georg Agricola (1494–1555) als Stadtarzt in Joachimsthal, einer durch den Silberbergbau florierenden Stadt im Erzgebirge. Neefe übte diese Tätigkeit elf Jahre lang, also bis 1544, aus.
Vermutlich im Jahr 1544 wurde Johannes Neefe zum Leibarzt der sächsischen Kurfürsten Moritz (1521–1553) und August (1526–1586) berufen. Obwohl die erste Bestallungsurkunde nicht auffindbar ist, existieren Dokumente, die ihm eine mindestens 30-jährige Tätigkeit, die bis zu seinem Tod im Jahr 1574 reichte, attestieren. Die erste nachweisbare Bestallungsurkunde von 1554 bezeichnet ihn erneut als Leibarzt, diesmal auf Lebenszeit, mit einem Gehalt von 100 Gulden pro Quartal und Anspruch auf zwei Hofkleider. Es wurde darauf geachtet, dass Neefe im höheren Alter nur im Notfall außerhalb Dresdens eingesetzt wurde, wobei ihm Verpflegung und Transport zur Verfügung standen. Neefe war auch für die Kontrolle der Arzneien hinsichtlich ihrer Qualität und Herstellung zuständig.
In seiner Rolle als Leibarzt der sächsischen Kurfürsten sowie des  Kaisers Ferdinand I. erwarb Neefe hohes Ansehen. 1563 fungierte er als Pate einer Tochter von Kurfürst August. Im Jahr 1557 begleitete er Kurfürst Moritz während dessen letzten Stunden, nachdem dieser in der Schlacht von Sievershausen schwer verwundet wurde und seinen Verletzungen erlag.

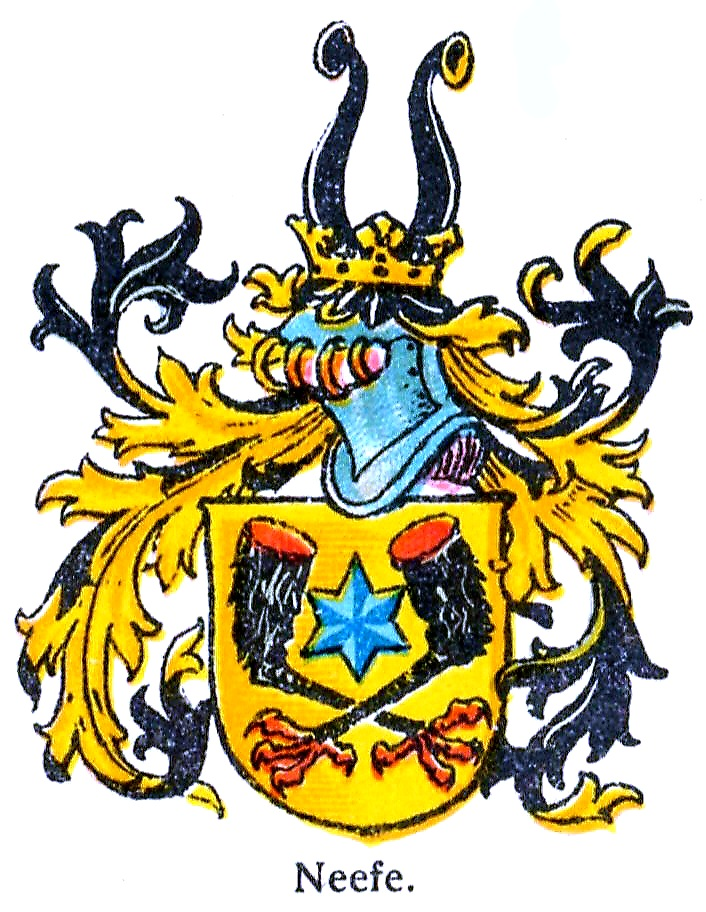
Wappen des 1559 geadelten Chemnitzer Patriziergeschlechts Neefe

1559 wurde Neefe zusammen mit seinen Brüdern, darunter Paul Neefe und Caspar Neefe, auf dem Augsburger Reichstag von Kaiser Kaiser Ferdinand I. geadelt.
Die besondere Wertschätzung, die Neefe erfuhr, spiegelte sich auch in einzigartigen Privilegien wider, wie dem Hinweis auf mögliche ein oder zwei Vorreiter in seiner Bestallung, ein Privileg, das anderen Leibärzten nicht zuteilwurde. Beim Reichstag 1566 in Augsburg wurde Neefe mit vier Pferden aufgeführt, im Gegensatz zu seinen Kollegen Caspar Peucer und Johann Hermann, die nur mit je zwei Pferden teilnehmen durften.
Neben seiner Tätigkeit für die sächsischen Kurfürsten wirkte Neefe in den Jahren 1563 und 1564 als ärztlicher Ratgeber von Kaiser Ferdinand I. in Wien, wo er die Tafelgespräche des Kaisers aufzeichnete.
Neefe verstarb am 7. Juli 1574 in Dresden. Sein Vermächtnis umfasst auch seine Unterstützung für Bildung durch Stipendienstiftungen. Zu seinem Gedenken ließ seine Witwe eine Medaille prägen.
Dank seines hohen Ansehens erwarb Johannes Neefe ein beträchtliches Vermögen, das er größtenteils in Stipendienstiftungen in seiner Heimatstadt Chemnitz investierte.

## Familie
Im Jahr 1531 heiratete Johannes Neefe Appolonia Kantz (ca. 1515–1578), die Tochter des Annaberger Bürgermeisters Dr. Georg Kantz (1480–1536) und seiner Frau Elisabeth († 1559). Die Ehe blieb kinderlos.
Johanns Bruder, Caspar Neefe, heiratete Barbara Stromer, die Tochter des Heinrich Stromer.
An das Tuchmacher- und Patriziergeschlecht der Neefes, von denen mehrere Bürgermeister der Stadt Chemnitz abstammen, erinnert auch die Neefestraße in Chemnitz.